# Saidpur, Islamabad
Saidpur (urdujsko سیدپور‎) je vaški in sindikalni svet (UC-1), v Pakistanu v hribovju Margalla, blizu razgledne točke Daman-e-Koh, na ozemlju glavnega mesta Islamabad. To je vas iz mogulske dobe, ki ima širok spekter verske in kulturne dediščine. Služi kot turistična točka za domačine in tujce.
V vasi je tudi tržnica z živalmi, ki predstavlja vir zaslužka njenim prebivalcem. Nekatere trgovine prodajajo lokalno izdelane lončene predmete in ročne izdelke. Po ocenah iz leta 2015 v vasi živi med 12.000 in 15.000 prebivalci.

## Zgodovina

### Ustanovitev in zgodnja leta
Območje okoli vasi je bilo del več civilizacij, vključno z Gandaro, budisti, Grki, Ašoka iz Maurijskega imperija, Mogulskega cesarstva in Britanskee Indije. Ena najstarejših vasi v regiji, ki je še vedno naseljena, Saidpur je leta 1530 ustanovil Mirza Fateh Ali. Po svojem ustanovitelju so ga poimenovali Fatehpur Baoli. Vas je cesar Akbar prenesel na Said Kan Gakharja kot nagrado za storitve družine Gakhar v vojni proti Šer Šah Suriju. Posledično se je naselje preimenovalo v 'Saidpur'. Sultan Said Kan je bil sin sultana Sarang Kana, poglavarja območja Potohar med vladavino mogulskega cesarja Baburja.
Nekaj let kasneje se je hčerka Said Kana poročila z Akbarjevim sinom Salemom (ki se je kasneje povzpel na prestol kot cesar Džahangir). Njen oče ji je dal Saidpur kot poročno darilo. Tuzk-e-Džahangiri, Džahangirjeva avtobiografija, omenja njegovo bivanje v vasi 'onkraj Ravalpindija', domnevno Saidpur, na poti v Kabul. Vas je bila takrat vrtnarija in čeznjo je tekel naravni izvir, ki je zagotavljal vodo za pitje in namakanje.

### Uporaba kot hindujsko spletno mesto
Vas je kasneje ustanovil kot kraj za hindujske vernike poveljnik Radža Man Singh, ki je mesto obiskal leta 1580. Zgrajenih je bilo več ribnikov in poimenovanih po likih iz epa Ramajana (vključno s Hanuman Kunda, Lakšaman Kunda, Rama Kunda in Sita Kunda), zgrajeni pa so bili tudi templji. Hindujci iz Ravalpindija so se tam zbirali in praznovali Baisakhi.

### Medverska harmonija
V 20. stoletju so Sikhi ob templju zgradili gurdvaro, ki je služila kot šola za širjenje naukov Guruja Nanaka. Do razdelitve podceline leta 1947 so Waheguruja ter boginji Lakšmi in Kali častili drugo poleg druge. V bližini sta bili tudi cerkev in mošeja ter svetišče Zinde Pir (Živi svetnik), ki simbolizira medversko harmonijo. Po letu 1947 pa so se lokalni hindujci preselili v Indijo in s seboj odnesli svoje idole.

### Prenova CDA
Leta 2006 je Capital Development Authority začela dela na prenovi vasi s proračunom 400 milijonov rupij (3,26 milijona dolarjev). Preoblikovali so ga v vas umetnosti in obrti, s ciljem ohraniti njegovo 500-letno večkulturno dediščino in ga razviti kot turistično točko. Prenovljene so bile zgodovinske stavbe, prenovljene hiše iz blata domačinov in očiščen vodni tok. V severozahodnem kotu je bil odprt tudi muzej s starimi slikami Islamabada.

## Tempelj Rama
V vasi Saidpur je majhen tempelj iz 16. stoletja, imenovan Rama Mandir ali tempelj Ram Kund, posvečen hindujskemu bogu Rami. Hindujci verjamejo, da je na tem območju živel s svojo družino v 14 letih njihovega izgnanstva. Po uradnih zapisih iz leta 1893 je bil vsako leto ob ribniku blizu mesta, imenovanega Ram Kund, organiziran sejem v spomin na to, da so Ram in njegova družina nekoč pili vodo iz njega. Stoletja so hindujci potovali od daleč, da bi častili tempelj in bivali v sosednji dharamšali (počivališče za romarje). Vendar so bili vsi idoli od takrat odstranjeni in od leta 1947 tempelj ni bil več uporabljen kot kraj čaščenja. Med letoma 1960 in 2006 je bila stavba templja uporabljena kot dekliška šola. Takrat ga je prevzel CDA in ga spremenil v turistično lokacijo.
Lokalna hindujska skupnost je izrazila željo, da bi tempelj ponovno odprli, saj je najbližji tempelj v bližini v Ravalpindiju. Prebivalci menijo, da turisti zanemarjajo svetost kraja, ker hodijo vanj obuti. CDA je prebarvala rezbarije boginj, mesta nekdanjih ribnikov pa so prevzele restavracije. Naravni potoki in ribniki v bližini zdaj vsebujejo odplake.